# Elaphoglossum kuhnii
Elaphoglossum kuhnii là một loài dương xỉ trong họ Dryopteridaceae. Loài này được Hieron. mô tả khoa học đầu tiên.